# مبرهنة ذات الحدين

معاملات ذوي الحدين تظهر مداخل في مثلث باسكال حيث كل مدخل هو مجموع المدخلين الموجودين فوقه.

مُبَرْهَنَةُ ذَاتِ الحَدَّيْنِ أو مبرهنة الحدانية أو مبرهنة الكرخي-نيوتن (بالإنجليزية: Binomial theorem)‏ هي صيغة ساهم في وضعها نيوتن لإيجاد نشر لثنائي مرفوع إلى قوة صحيحة ما. ويطلق على هذه الصيغة صيغة ثنائي نيوتن، أو ببساطة صيغة الثنائي .

## التاريخ والترميز
عُرفت حالات خاصة من مبرهنة ذات الحدين على الأقل منذ القرن الرابع قبل الميلاد حيث أشار عالم الرياضيات الإغريقي إقليدس إلى الحالة الخاصة التي يكون فيها الأس مساويا لاثنين. أما ذات الحدين من الدرجة الثالثة، فهناك أدلة على أنها كانت معروفة خلال القرن السادس الميلادي في الهند.
أول صيغة لمبرهنة ذات الحدين مع لائحة المعاملات يمكن أن توجد في عمل لأبي بكر الكرجي، عالم رياضيات فارسي توفي في 1020 ميلادية، كما جاء بذلك السموأل بن يحيى المغربي في كتابه الباهر في الجبر.
في عام 1544، اقترح العالم ميكائيل شتيفل مصطلح معامل ذو الحدين مبرهنا على كيفية الحصول على {\displaystyle (1+a)^{n}} من خلال {\displaystyle (1+a)^{n-1}}.
عالم الرياضيات أندرياس فون ايتينغ هاوسن هو أول من اقترح الرمز {\displaystyle {\tbinom {n}{k}}}. كان ذلك عام 1826.
عموما، يشار إلى إسحاق نيوتن على أنه أول من عمم مبرهنة ذي الحدين على جميع الأعداد الجذرية.

## الصيغة
ليكن العنصران x وy معرفين على مجموعة حيث xy=yx، وعدد صحيح طبيعي n،
{\displaystyle (x+y)^{n}=\sum _{k=0}^{n}{n \choose k}x^{n-k}y^{k}}
حيث الأعداد {\displaystyle {n \choose k}} (و التي تكتب أحيانا {\displaystyle C_{k}^{n}}) هي المعاملات الثنائية.
هذا المجموع يعتمد على معاملات ذوي الحدين (التوافيق) الموجودة على أحد سطور مثلث باسكال.
تغيير y ب y - داخل الصيغة، يعطي الصيغة :
{\displaystyle (x-y)^{n}=\sum _{k=0}^{n}(-1)^{k}{n \choose k}x^{n-k}y^{k}}
مثال :
{\displaystyle n=2~,\qquad (x+y)^{2}=x^{2}+2xy+y^{2}\,}
{\displaystyle n=3~,\qquad (x-y)^{3}=x^{3}-3x^{2}y+3xy^{2}-y^{3}\,}
{\displaystyle n=4~,\qquad (x+y)^{4}=x^{4}+4x^{3}y+6x^{2}y^{2}+4xy^{3}+y^{4}\,}

## البرهان
لتكن y، x عناصر من مجموعة حيث xy=yx و n عددا طبيعيا صحيحا.
{\displaystyle (x+y)^{n}=\sum _{k=0}^{n}{n \choose k}x^{n-k}y^{k}}
لنبين هذه الصيغة بالـ «الاستدلال بالاستقراء»:

### البداية
{\displaystyle n=0~,\qquad (x+y)^{0}=1={0 \choose 0}x^{0}y^{0}}

### صحة العنصر التالي
ليكن n عددا صحيحا طبيعيا أكبر أو مساو لـ 1، سنبين أن العلاقات صحيحة لـ n + 1 إذا كانت صحيحة لـ n:
حسب الافتراض الأول :
{\displaystyle (x+y)^{n+1}=(x+y)\cdot \sum _{k=0}^{n}{n \choose k}x^{n-k}y^{k},}
بتوزيعية {\displaystyle \cdot } على {\displaystyle +} :
{\displaystyle (x+y)^{n+1}=x^{n+1}+x\cdot \sum _{k=1}^{n}{n \choose k}x^{n-k}y^{k}+y\cdot \sum _{k=0}^{n-1}{n \choose k}x^{n-k}y^{k}+y^{n+1}}
بالتفكيك إلى جداء :
{\displaystyle (x+y)^{n+1}=x^{n+1}+\sum _{k=1}^{n}\left\lbrack {{n} \choose {k}}+{{n} \choose {k-1}}\right\rbrack x^{n-k+1}y^{k}+y^{n+1}}
باستعمال صيغة مثلث باسكال :
{\displaystyle (x+y)^{n+1}=x^{n+1}+\sum _{k=1}^{n}{{n+1} \choose k}~x^{n-k+1}y^{k}+y^{n+1}}
و هو ما ينهي التبيين الافتراضي.